# Carroll A. Deering
El Carroll A. Deering fue una goleta estadounidense de cinco mástiles que operaba como buque de carga propiedad de la Gardiner G. Deering Company con sede en Bath (estado de Maine). El barco fue botado el 4 de abril de 1919 en el astillero del mismo nombre, perteneciente a la naviera, y puesto en servicio ese mismo año. El coste de construcción fue de unos 270.000 dólares, lo que hoy en día equivaldría a unos 3,1 millones de dólares. El velero llevaba el nombre de Carroll A. Deering, el del hijo del naviero y propietario del astillero Gardiner G. Deering. El Carroll A. Deering quedó varado ya en 1921 y la tripulación al completo desapareció en circunstancias no esclarecidas. Este último hecho proporcionó y sigue proporcionando base para especulaciones, que dieron al barco la reputación de barco fantasma.

## Detalles técnicos
El Carroll A. Deering tenía 77,75 m de largo y 13,49 m de ancho. La goleta cangrejera, construida íntegramente en madera, tenía cinco mástiles con una altura máxima de 32,92 m de altura (por encima del piso superior). Con un velamen de 5.020 metros cuadrados, el Carroll A. Deering podría alcanzar una velocidad máxima de alrededor de 16 nudos (casi 30 km/h). No había ningún motor auxiliar a bordo, fue uno de los últimos grandes veleros mercantes en navegar. Empleado como buque carbonero, en las bodegas se podían transportar hasta 3.500 toneladas de carbón. Cuando estaba completamente cargado, el calado era de 7,69 m. La tripulación estaba formada por once hombres, casi todos escandinavos (la mayoría daneses).
Se consideraba que el Carroll A. Deering estaba comparativamente lujosamente equipado para un carguero destinado al transporte de carga a granel. Muchas de las habitaciones interiores, incluido el camarote del capitán, estaban revestidas de madera de fresno, de caoba y ciprés.  A bordo también había baños y retretes, que estaban iluminados con luz eléctrica y que, si era necesario, podían calentarse con vapor mediante una pequeña máquina de vapor instalada especialmente para este fin.

## Servicio como barco mercante
Desde su puesta en servicio, el Carroll A. Deering estuvo bajo el mando del capitán estadounidense William M. Merritt. El primer oficial era su hijo, Sewall E. Merritt. En el verano de 1919, la goleta realizó su viaje inaugural, que la llevó de Newport News a Río de Janeiro con alrededor de 3.500 toneladas de carbón a bordo. Siguió otro viaje en febrero de 1920, transportando casi 3.300 toneladas de carbón desde Newport News al puerto español de Huelva. Se realizaron más viajes hasta julio de 1920, incluidas escalas en Guayanilla en Puerto Rico. En agosto de 1920, el Carroll A. Deering, cargado con 3.300 toneladas de carbón, emprendió su último viaje. El destino era nuevamente Río de Janeiro. Sin embargo, poco después de la partida, el capitán Merritt enfermó de gravedad y tuvo que desembarcar en Lewes (Delaware), acompañado de su hijo.
La naviera tuvo que buscar rápidamente un nuevo capitán y un nuevo primer oficial y en dos días contrató al capitán Willis T. Wormell, un experimentado capitán de velero retirado de 66 años, y a un tal Charles McLellan como primer oficial. El viaje a Río de Janeiro transcurrió sin incidentes. Sin embargo, en el camino de regreso, el Carroll A. Deering hizo escala en Bridgetown, Barbados, para recoger provisiones y agua. Mientras estaba allí, Worwell se reunió con su viejo amigo el capitán Goodwin, que también estaba allí atracado con otro buque de carga. Le habló con desdén de su tripulación, aunque afirmó confiar en el ingeniero Herbert Bates, a quien Goodwin también conocía. McLellan bebió con el capitán Hugh Norton del Snow, y al parecer le dijo que no podía disciplinar a la tripulación sin que Worwell interfiriera y que tenía que hacer toda la navegación debido a la mala vista del capitán; McLellan se emborrachó mucho y las autoridades locales lo arrestaron por alboroto. Wormell lo perdonó y pagó la libertad bajo fianza a su primer oficial. Aparentemente, el incidente condujo más tarde a una acalorada discusión entre los dos, y McLellan supuestamente amenazó a Wormell. Con esta tensa situación a bordo, el barco salió de Barbados el 9 de enero de 1921 y puso rumbo a Newport News.

## Últimos contactos con el barco y la tripulación
El 29 de enero de 1921, alrededor de las 16:30 horas, el Carroll A. Deering pasó junto al buque faro Cape Lookout, a unas 85 millas náuticas al sur del Cabo Hatteras, donde un hombre a bordo de la goleta, alto, delgado, con cabello rojizo y acento extranjero usó un megáfono para decirle al comandante del buque, el capitán Thomas Jacobson, que la goleta había perdido dos de sus anclas en la tormenta y que se lo informara a la empresa naviera.  Jacobson anotó más tarde en su cuaderno de bitácora que le sorprendió que ningún oficial, ni siquiera el propio capitán, le llamara con el megáfono y que debía haber cierto nivel de indisciplina a bordo de la goleta, ya que los miembros de la tripulación parecían andar al azar en el alcázar,  aunque esa estancia normalmente está reservada a los oficiales, cadetes y el capitán.
Como el sistema de radio a bordo del buque faro estaba averiado debido a los daños causados por la tormenta, el mensaje no pudo transmitirse inmediatamente. Este fue probablemente el último contacto con el Carroll A. Deering, aunque algo más tarde el mismo día el vapor de carga estadounidense Lake Elon (2.676 BRT), bajo el mando del capitán Henry Johnson, avistó un velero de cinco mástiles, posiblemente el Carroll A. Deering, con mal tiempo a unas 25 millas náuticas al sur del cabo Hatteras.  Más tarde, el capitán Johnson anotó en su diario que notó que el velero estaba en un rumbo que lo llevaría demasiado cerca de las aguas poco profundas del Cabo Hatteras. Si el barco avistado era el Carroll A. Deering, no está claro si la tripulación todavía estaba a bordo en ese momento.

## Los restos del naufragio
En la mañana del 31 de enero de 1921, alrededor de las 6:30 a. m., un rescatista de la estación de rescate marítimo del Hatteras Inlet descubrió un velero varado en los bancos de arena frente al Cabo Hatteras, también llamados Diamond Shoals, e informó a los centros de rescate circundantes. Poco tiempo después, los rescatistas partieron de las estaciones de Cape Hatteras, Hatteras Inlet, Big Kinnakeet y Creeds Hill e intentaron llegar al barco siniestrado con dos embarcaciones. Sin embargo, debido al clima tormentoso y a la alta mar, esto no fue posible. Para evitar poner en gran peligro a los socorristas, finalmente se detuvieron los intentos y se notificó a la Guardia Costera de Estados Unidos. Los socorristas marítimos pudieron observar que el barco encallado tenía izadas sus velas, que ondeaban con la tormenta, y que evidentemente no había nadie a bordo, al menos no se podía ver a nadie en la cubierta superior. 
Al día siguiente, 1 de febrero de 1921, el guardacostas USCGC Seminole, procedente de Wilmington, llegó frente a Diamond Shoals e hizo varios intentos de acercarse al barco siniestrado. Sin embargo, estos intentos también fracasaron debido al clima tormentoso. Sin embargo, se descubrió que no había botes salvavidas a bordo del velero. El 2 de febrero, personal de rescate adicional, incluido el guardacostas USCGC Manning y el remolcador de recuperación USS Rescue, se unieron al Seminole. Sin embargo, debido al clima todavía tormentoso, no fue posible abordar el barco en dificultades el 2 de febrero, que ese día solo fue identificado como el Carroll A. Deering. Para entonces, los restos del naufragio se habían incrustado hacia lo más profundo del banco de arena y las olas lavaban partes de la cubierta. En la mañana del 3 de febrero de 1921 se produjeron los primeros daños en el casco de la goleta como consecuencia del constante impacto de las olas, por lo que ese día no se realizó ninguna travesía.

## La investigación del barco varado
Sólo el 4 de febrero de 1921, después de que el tiempo se hubiera calmado un poco durante la noche, un bote del cúter Manning pudo acercarse al Carroll A. Deering y alrededor de las 10:30 horas varios guardacostas subieron a bordo de la goleta. Tras la inspección de los restos del naufragio, se descubrió que el barco había sido completamente abandonado por su tripulación. Sólo se encontró a bordo un gato hambriento (otras fuentes dicen que tres gatos).  Además, todos los botes salvavidas faltaban y estaban las escalerillas colgando de los costados del barco (los guardacostas las habían utilizado para subir a bordo).
También faltaban el cronómetro, el cuaderno de bitácora y todos los instrumentos de navegación, incluido el sextante, así como las dos anclas principales. En lo alto del mástil principal se habían colocado dos luces rojas, una encima de la otra, lo que se empleaba como señal de que un barco no podía maniobrar.  En el baño había esparcidos trozos de papel y en el camarote del capitán se encontraron tres pares de botas, ninguna de las cuales pudo atribuirse posteriormente al capitán.  También había una comida preparada en la cocina, pero obviamente no había sido tocada. Algunas fuentes posteriores afirman que la comida estaba recién preparada o incluso caliente. Sin embargo, dado que el barco estuvo varado en el lugar durante varios días y no había nadie a bordo durante este período, esto es imposible. Durante la investigación también se encontraron numerosos marcos rotos y daños importantes en la proa; Los restos del naufragio ya estaban tan hundidos en la arena que ya no parecía posible rescatarlos. Después de unas seis horas, los guardacostas abandonaron de nuevo los restos del naufragio.
Nunca se encontró rastro ni de la tripulación ni de los botes salvavidas, aunque la Guardia Costera y la Armada de los Estados Unidos continuaron realizando búsquedas en la zona hasta mediados de marzo de 1921.

## Investigaciones sobre el incidente.
Poco después de que se conoció el incidente, diversas autoridades, entre ellas la Oficina Naval, el Departamento de Estado de los Estados Unidos, la Junta de Transporte Marítimo de los Estados Unidos y el Departamento de Comercio (bajo la dirección de Herbert Hoover, y a quien la esposa del capitán Wormell había pedido personalmente una investigación), se inició una investigación para esclarecer el incidente. Aunque la investigación se prolongó hasta mediados de 1922, no fue posible saber de manera concluyente qué pasó con la tripulación del Carroll A. Deering. La única pista posible fue inicialmente un mensaje en una botella que fue encontrada por un pescador local llamado Christopher Columbus Gray cerca de Buxton (Carolina del Norte) en abril de 1921. El documento en la botella decía:

Deering capturado por un barco propulsado a petróleo, similar a un barco cazador. Se llevan todo, esposan a la tripulación, la tripulación escondida por todo el barco sin posibilidad de escapar. Si encuentra esto, por favor, notifique a la naviera [del] Deering.)

Una investigación posterior reveló que podría ser la letra de Herbert R. Bates, un miembro de la tripulación del Carroll A. Deering, pero el que encontró el mensaje en una botella admitió durante un interrogatorio en agosto de 1921 que él mismo había escrito el mensaje falsificado. Gray esperaba que le otorgaría una favorable publicidad que le ayudaría a obtener un empleo en el faro del Cabo Hatteras.   Dado que el único indicio posible de una sospecha de secuestro ya no podía considerarse una prueba fiable, se desarrollaron varias teorías:
- Hubo un motín contra el capitán Wormell a bordo. Esto se sospechaba, entre otras cosas, por las botas ajenas en la cabina del capitán. Esto también fue respaldado por las observaciones del capitán Jacobson del buque faro, quien advirtió la ausencia de un oficial durante el contacto por megáfono del 29 de enero de 1921 y la evidente falta de disciplina a bordo. El conflicto del capitán Wormell con su primer oficial también puede haber influido. Dado que el barco había perdido sus anclas en la tormenta y (presumiblemente) no podía maniobrar, como lo demuestran las dos luces rojas en el mástil, los amotinados podrían haber abandonado el barco antes del inevitable encallamiento en Diamond Shoals y luego perecer en la tormenta con sus botes. Sin embargo, no hay pruebas para esta teoría, sólo posibles pruebas circunstanciales.
- La fuerte tormenta, la más fuerte en 22 años en esta región, obligó a la tripulación a abandonar presa del pánico el barco, que no podía maniobrar, poco antes de encallar. Así, la noche del 27 al 28 de enero de 1921 el buque faro Cape Lookout registró velocidades del viento de hasta 75 n (casi 140 km/h);[11] esto también causó daños al propio buque faro. Sólo en los días siguientes la velocidad del viento amainó a alrededor de 45 n (alrededor de 83 km/h), que sigue siendo fuerza de tormenta o 9 en la escala de Beaufort. Sin embargo, dado que el traslado a los botes se había realizado de forma relativamente ordenada y las posibilidades de supervivencia en caso de una fuerte tormenta en el propio barco habrían sido significativamente mejores que en un bote, esta teoría se considera relativamente improbable.
- El barco fue secuestrado por simpatizantes bolcheviques para ser llevado a la Rusia soviética. Durante un registro policial en la sede del Partido Unido de los Trabajadores Rusos en Nueva York, se encontraron documentos que trataban sobre el secuestro de barcos estadounidenses y su traslado a la Rusia soviética. Esta teoría se formuló en el contexto del primer período del Temor Rojo y, por tanto, debe considerarse críticamente. Nunca se ha demostrado que proyectos de este tipo se hayan intentado o incluso preparado en la práctica.
- Debido a la reciente Prohibición, piratas o contrabandistas de alcohol secuestraron el Carroll A. Deering y asesinaron a la tripulación. Lo que iba en contra de esta teoría era que el barco era relativamente inadecuado debido a su diseño como carbonero y como velero comparativamente grande y fácilmente identificable como vehículo de contrabando y, dada su carga, tampoco era apto como presa para piratas. Además, el barco tendría que haber sido capturado en medio de una fuerte tormenta, lo que también parece improbable. La teoría pirata también se planteó en el contexto de que sólo en enero y febrero de 1921 desaparecieron sin dejar rastro varios barcos frente a la costa este de Estados Unidos, entre ellos el petrolero británico Ottawa (2.742 TRB) [12] y el carguero italiano Monte San Michele (6.547 TRB), así como el carguero de azufre Hewitt (5.398 TRB) [2] de la Union Sulphur Company. Aunque no se ha encontrado ningún rastro de estos barcos, es muy probable que hayan sido víctimas de las largas e inusuales tormentas de esta época.
- Rescate por el SS Hewitt, se sabe que el vapor se encontraba entonces en el área; podría haber visto la señal de socorro y recogido a la tripulación, por lo que habrían perecido luego cuando el carguero se hundió en el temporal.

Ninguna de las teorías pudo ser probada, por lo que el destino de la tripulación del Carroll A. Deering no ha sido aclarado hasta el día de hoy y en torno al incidente han surgido diversas interpretaciones pseudocientíficas, en algunos casos con la leyenda de la desaparición relacionada con el Triángulo de las Bermudas. Mientras tanto, el capitán Merritt, predecesor del capitán Wormell a bordo del Carroll A. Deering, no creía en un ataque pirata; sospechaba que la tripulación había abandonado la goleta sólo después de que ésta encalló, luego no lograron llegar a la orilla en la tormenta y se ahogaron.  Los socorristas costeros también consideraron imposible llegar a la orilla con un bote con este tiempo. 

## Destino del naufragio
En los días y semanas siguientes se rescataron y subastaron piezas del equipamiento del barco, incluida la campana del navío. Después de que el Carroll A. Deering sufriera graves daños por una nueva tormenta a finales de febrero de 1921 y se rompieran pedazos de la proa, se dio la orden de destruir los restos del naufragio con cargas explosivas porque se consideraba un riesgo para el transporte marítimo. Las explosiones controladas fueron llevadas a cabo por la Guardia Costera de Estados Unidos en marzo de 1921, pero todavía se podían ver restos del pecio en Diamond Shoals hasta finales de los años 1950.